# Nirmer Tunnel
Der Nirmer Tunnel ist ein 125 Meter langer, zweigleisiger Eisenbahntunnel der Schnellfahrstrecke Köln–Aachen zwischen Eilendorf und Stolberg.

## Geschichte

Der Nirmer Tunnel im deutsch-belgischen Grenzland

### Nirmer Tunnel (1841–1963)
Mit dem Bau einer Eisenbahnstrecke von Köln nach Aachen durch die Rheinische Eisenbahn-Gesellschaft wurde zwischen Stolberg Hbf und dem Haltepunkt Nirm in Kernbauweise ein 727 Meter langer Tunnel, der als Nirmer Tunnel ausgewiesen war, errichtet. Der Nirmer Tunnel wurde als erster Tunnel der Bahnstrecke Köln-Aachen begonnen. Beim Bau des Tunnels wurde zunächst auf Bergleute aus dem Eschweiler Revier zurückgegriffen. Als jedoch Probleme beim Bau auftraten, wurden die Arbeiter, die in Sachsen an der Bahnstrecke Leipzig–Dresden den Oberauer Tunnel fertiggestellt hatten, mit dem Bau des Nirmer Tunnels beauftragt.
Der Nirmer Tunnel unterquerte zunächst lediglich eine Erhebung westlich des Propsteier Waldes, bis 1963 die Autobahn 44 den Tunnel zur Überquerung der Bahnstrecke mitbenutzte. Um den Rauch der Dampflokomotiven abzuleiten, befanden sich auf dem Tunnel acht gemauerte Schornsteine. Im Zweiten Weltkrieg befand sich darüber hinaus ein Bunker über dem Westportal des Nirmer Tunnels.

### Neubau (1964–1966)
Im Jahr 1963 verfolgte die Bundesbahn zur Erhöhung der Reisegeschwindigkeit die Elektrifizierung ihrer Hauptstrecken. Der Elektrifizierung der Strecke zwischen Köln und Aachen standen die engen Querschnitte der Tunnel im Wege, die nach Einbau der elektrischen Oberleitung das Lichtraumprofil nicht erfüllen würden. Während der Königsdorfer Tunnel schon 1955 aufgeschlitzt und freigelegt wurde, wählte man für den Nirmer Tunnel wie für den Ichenberger Tunnel bei Eschweiler eine teilweise Aufschlitzung. Die Planungen für den Nirmer Tunnel sahen vor, den 1841 erbauten und teilweise im Zweiten Weltkrieg beschädigten Tunnel aufzuschlitzen und zwei eigenständige, neue Tunnelbauwerke zu errichten, welche beide über eine Länge von 125 Metern verfügen sollten. Zwischen den beiden Tunneln sollte ein Einschnitt entstehen. Zuvor waren weitere Varianten diskutiert worden, unter anderem die Erweiterung des vorhandenen Tunnels oder der Bau einer zweiten, eingleisigen Tunnelröhre.
Der unter der Autobahn verlaufende Abschnitt des Nirmer Tunnels musste in bergmännischer Bauweise erweitert werden; dies geschah ab Dezember 1964 in Abschnitten von etwa 3 Metern Länge.
Der zweite Tunnel erhielt den Namen Eilendorfer Tunnel; seine Länge wurde aufgrund von Auffinden von Fließsand in der Bauphase auf 357 Meter erhöht. Die Baukosten erhöhten sich dadurch von den ursprünglich veranschlagten 14,6 Millionen DM auf 30 Millionen DM. Während der erste Nirmer Tunnel mit Ziegelsteinen errichtet worden war, wurde für den neuen Nirmer Tunnel Beton verwendet.
Der Abraum, der beim Aufschlitzen des Tunnels und dem Abtragen der tieferen Überdeckung anfiel, wurde zur Verfüllung eines benachbarten Kalksteinbruchs verwendet.

### Betrieb
Nachdem im Jahr 1966 der neue Nirmer Tunnel dem Verkehr übergeben worden ist, führte die Bundesbahn im Juli 1967 Schnellfahrversuche unter anderem mit der Baureihe E 03 durch. Ziel war es, das Druckverhalten bei Zugbegegnungen im Tunnel bei Geschwindigkeiten von bis zu 200 km/h zu erforschen.
1982 wurden erneut Bewegungen des Erdreichs im Bereich des Einschnitts östlich des Tunnels festgestellt. Als Konsequenz wurde ein Gleis temporär verschwenkt und die Einrammung von Spundwänden vorgenommen. 2012 erfolgte der Austausch der Gleise in und um den Nirmer Tunnel. Der Tunnel wurde beim Bau für planmäßige Geschwindigkeiten von 200 km/h ausgelegt. Die zulässige Höchstgeschwindigkeit liegt heute bei 130 km/h (Stand: 2014).